# Indeks stechiometryczny
Indeks stechiometryczny – liczba atomów danego pierwiastka w jednej cząsteczce substancji chemicznej.
Indeksy stechiometryczne zapisuje się we wzorze sumarycznym w postaci liczb umieszczonych w formie indeksów dolnych prawej strony symbolu chemicznego. Indeks 1 się zazwyczaj pomija.